# 阳坡水库
阳坡水库是中国山西省吕梁市临县境内的一座水库，位于湫水河上，建于1959年。水库正常库存为655万立方米，集雨面积为243平方千米，海拔为1016米。